# Yona Yahav
 (août 2025).
Si vous disposez d'ouvrages ou d'articles de référence ou si vous connaissez des sites web de qualité traitant du thème abordé ici, merci de compléter l'article en donnant les références utiles à sa vérifiabilité et en les liant à la section « Notes et références ».
 (août 2025).
 (août 2025).
Le contenu est difficilement compréhensible vu les erreurs de traduction, qui sont peut-être dues à l'utilisation d'un logiciel de traduction automatique.
Yona Yahav (en hébreu : יונה יהב) est un avocat et homme politique israélien né le 19 juin 1944 à Haïfa. Ancien membre de la Knesset où il fait partie du Parti travailliste, Yahav est maire de Haïfa de 2003 à 2018.

## Biographie
Yahav est né à Haïfa lors du mandat britannique sur la Palestine. Il fait son service militaire dans Tsahal et obtient le grade de lieutenant-colonel de la police militaire. Yahav étudie le droit à l'université hébraïque de Jérusalem où il obtient un Bachelor of Laws. Il continue ses études à l'université de Londres. À Londres, il est élu secrétaire-général de la World Union of Jewish Students, le syndicat mondial des étudiants juifs.
À son retour en Israël, Yahav s'implique en politique. Il est conseiller du ministre des Transports Gad Yaacobi, puis le porte-parole de Teddy Kollek, le maire de Jérusalem. Yahav se présente sous l'étiquette travailliste lors des législatives de 1996 et est élu à la 14e Knesset. Pendant son mandat, il préside le sous-comité des affaires bancaires. Yahav perd son siège lors de l'élection de 1999, où les travaillistes perdent onze sièges.
Yahav quitte le parti travailliste pour rejoindre le Shinouï. En 2003, après avoir déjà exercé les fonctions de maire adjoint, il est élu maire de Haïfa sur un ticket entre le Shinouï et les Verts[incompréhensible]. Le 29 juin 2006, Yahav quitte le Shinouï et rejoint Kadima tout en restant maire de Haïfa.   
Lors de l'élection municipale de 2018, il est largement battu par la liste menée par Einat Kalisch-Rotem.